# A feladat (regény)
A feladat Zsoldos Péter 1970-ben írt, a Móra Ferenc Könyvkiadó Kozmosz Fantasztikus Könyvek sorozatában megjelent sci-fi regénye.

## Történet
|  | Alább a cselekmény részletei következnek! |

### Szerkezet
1-4. fejezet: A katasztrófa és Gill intézkedései
5-17. fejezet: Az első reprogram története: Umu és a Vadászok Népe
18-25. fejezet: Visszautazás a Földre

### Tartalom
Egy távoli bolygó felderítését végző Galateia kutatóűrhajón súlyos baleset történik. A legénység négy tagja (Jarvi, Maxim, Sid, Eddie) azonnal meghal. Gill, az orvos sértetlenül megússza a robbanást, de Normann, a parancsnok súlyos sérüléseket szenved. Ők ketten hiába maradnak életben, a radioaktív sugárzás hamarosan végez velük. Mielőtt ez megtörténik, az utolsó életben maradt ember, Gill másolatot készít a személyiségéről az űrhajó központi számítógépébe. Meghagyja az Agynak, hogy ha 30-40 év leteltével a hajó közelébe kerül a bolygó egy intelligens, de a fejlődés alacsony fokán álló őslakója, akkor azt fogja el, és ültesse bele az agyába Gill személyiségét.
A 15 szintes Galateia karcsú ezüstteste csaknem száz évet vár, míg a társai által üldözött Umu, a Sánta a hajó közelébe ér. A régen halott Gill új testet kap, de ez nem teljesen az ő elképzelései szerint történik. Kiderül, hogy a testben az eredeti személyiség (Umu) még mindig jelen van, és ez megnehezíti az űrhajóst abban, hogy elvégezze a feladatot: a Galateia visszajuttatását a Földre. Egyedül erre képtelen, ezért segítőkre van szüksége: hamarosan a saját emlékei segítségével újraéleszti a Galateia legénységét, és együtt próbálják meg teljesíteni a feladatot. A kísérlet folyamatosan problémákba ütközik: nem számolnak a mellékhatásokkal (a húsevés kényszere, a Vadászok Népének tagjainak barbársága) és az eredeti személyiségek eleve kudarcra ítélik Gill tervét. Az orvos-vadász azonban hamarosan felfedezi, hogy a bolygó másik oldalán létezik egy fejlettebb civilizáció, melynek tagjai felhasználásával mégis esélyt kap arra, hogy teljesítse a feladatot.
|  | Itt a vége a cselekmény részletezésének! |

## Szereplők

### A Galateia legénysége
- Gill - orvos, biológus, kibernetikus
- Normann - parancsnok, első osztályú csillaghajós
- Sid - navigátor, csillagász
- Maxim - mérnök geológus
- Jarvi - mérnök
- Eddie - antropológus
- Ványa - robot

### Bolygólakók
- Vai - a horda egyik tagja

#### A Vadászok Népének tagjai
- Umu - a Sánta, az előző Első fia
- Dau - az Első, a Vadászok Népének vezetője
- Mad - az Erős
- Oro - a Ravasz
- Eor - a Kő embere
- Re - a Vad
- Tama - Umu anyja
- Janda - Eor egykori felesége,
- Bek - Eor második felesége
- Haim - Re öccse
- Tiak - Umu féltestvére
- La - Tiak anyja
- Mei - Re felesége
- Kó
- Nug

#### Az öbölbeliek
- Arro - a legjobb halász
- Nea - Arro felesége
- Mat - 22 éves 190 cm magas halász
- Gron - halász
- Die - Gron felesége
- Evi és Ope - Arro öccsei

#### Luna déli centrum, a Claviusban
- Öreg

## A tévéfilmváltozat (1975)
A tudományos-fantasztikus műből a Magyar Televízióban, 1975-ben Várkonyi Gábor rendezésében 3 részes magyar filmsorozat készült.
| A közreműködők névsora | A közreműködők névsora |
| --- | ---------------------- |
| - Rendező: Várkonyi Gábor - Forgatókönyv: Zsoldos Péter, Várkonyi Gábor - Dramaturg: Lendvai György - Operatőr: Ráday Mihály - Színészek: Rajhona Ádám, Paláncz Ferenc, Kiss Jenő, Fodor Tamás, Szigeti András, Papp Zoltán, Perlaky István, Varga Tibor, Tolnay Miklós, Nagy Zoltán, Györgyfalvay Péter, Kenderesy Tibor, Földessy Margit, Áts Gyula, Kállay Bori, Tánczos Tibor |                        |